# 岩渕明
岩渕 明（いわぶち あきら、1949年9月18日 - ）は、日本の機械工学者。岩手大学学長や、日本機械学会副会長を務めた。

## 略歴
- 石巻市出身[1]。
- 1968年 - 宮城県石巻高等学校卒業。
- 1972年 - 東北大学工学部機械工学科卒業。
- 1974年 - 東北大学大学院工学研究科機械工学専攻修士課程修了、東北大学工学部機械工学科助手、東北大学陸上競技部監督。
- 1983年 - 東北大学工学博士、ノッティンガム大学金属工学科研究員（文部省在外研究員（乙種））。
- 1984年 - 岩手大学工学部機械工学科助手。
- 1986年 - 岩手大学工学部機械工学科講師。
- 1987年 - 岩手大学工学部機械工学科助教授[2]。
- 1991年 - 岩手大学工学部機械工学科教授。
- 1995年 - 岩手大学地域共同研究センター長。
- 2003年 - 岩手大学工学部附属金型技術研究センター長、アイカムス・ラボ取締役、日本機械学会機素潤滑設計部門長。
- 2004年 - 岩手大学大学院工学研究科フロンティア材料機能工学専攻教授[2]。2005年日本機械学会110周年功績賞受賞[3]。
- 2009年 - 日本機械学会副会長[4]。
- 2010年 - 岩手大学理事（地域連携・国際連携担当）・副学長。
- 2011年 - 岩手大学理事（総務・地域連携・国際連携担当）・副学長。
- 2013年 - 復興庁復興推進委員会委員。
- 2012年 - 文部科学省科学技術・学術審議会産業連携地域支援部会委員、日本学術会議連携会員。
- 2014年 - 岩手大学工学部教授[3]。
- 2015年-2020年 - 岩手大学学長。[5]。

## 受章
- 2025年4月 - 瑞宝中綬章[6]